# Marius Zwiller
Marius Edmund Zwiller (* 25. September 1905 in Colmar, Deutsches Reich; † 12. Dezember 2000 in Gainesville, Vereinigte Staaten) war ein französisch-US-amerikanischer Schwimmer.

## Karriere
Zwiller nahm an den Olympischen Spielen 1924 in Paris teil. Hier scheiterte er im Wettbewerb über 200 m Brust als Fünfter seines Vorlaufs an der Halbfinalqualifikation. 1925 wurde er französischer Meister über 200 m Brust. Später ging er nach Barcelona und übte dort in einem Verein Schwimmsport und Wasserball aus. Auch im Vereinigten Königreich verbrachte er einige Zeit. 1941 immigrierte er über Kanada in die Vereinigten Staaten. Im Jahr 1946 erhielt er die US-amerikanische Staatsbürgerschaft. In den USA betätigte er sich als Chiropraktiker.